# Nebulosa del Petit Halter
Messier 76 (també coneguda com la nebulosa de la Petita Haltera, Little Dumbbell, Messier 76, M76 o NGC 650) és una nebulosa planetària situada a la constel·lació de Perseu. Va ser descoberta per Pierre Méchain el 5 de setembre de 1780, i Charles Messier la va incloure en el seu catàleg d'objectes difusos el 21 d'octubre del mateix any, després de calcular-ne la posició. Durant algun temps es va sospitar que era una nebulosa doble d'aquí el fet d'haver-li donat dos nombres (NGC 650 i NGC 651). El 1866 William Huggins la va descriure com d'aspectre gasós, i no va ser fins a l'any 1918 quan Heber Curtis la va classificar com una nebulosa planetària.
M76 es troba a una distància d'entre 1.700 i 15.000 anys llums segons les estimacions. Té una magnitud aparent +10.1 i té al seu centre una estrella, que possiblement va originar aquesta nebulosa, amb una magnitud aparent de +16,6, i una temperatura superficial de més de 60.000 K; probablement s'estigui refredant per a convertir-se en una nana blanca.